# Frantz Turner
Frantz Turner (Ohio, 21 april 1948), is een Amerikaanse acteur.

## Carrière
Turner begon in 1981 met acteren in de televisieserie Hill Street Blues. Hierna heeft hij nog meerdere rollen gespeeld in televisieseries en films zoals Cagney and Lacey (1982), Ghostbusters (1984), Moonlighting (1985-1986), Beverly Hills, 90210 (1994) en The King of Queens (1998 – 2001). 

## Filmografie

### Films
Uitgezonderd korte films.
- 2020 Case 347 - als dr. Williams
- 2017 Garlic & Gunpowder - als Willy
- 2017 Limani - als Frank
- 2015 Teeth and Blood - als kapitein Parker
- 2014 Alone - als Ronald Wallace
- 2013 Short Term 12 - als Jack
- 2008 Play the Game – als huisman
- 2008 Q Secret Agent – als Vince Luther
- 2004 The Last Letter – als mr. Cochran
- 2001 Knight Club – als klant
- 1998 I Got the Hook Up – als Dalton
- 1997 Overdrive – als Wilson
- 1993 Sliver – als portier
- 1991 Pretty Hattie’s Baby – als Willie
- 1990 Solar Crisis – als Lamare
- 1989 Naked Lie – als politieagent
- 1987 The Long Walk Home – als Herbert
- 1985 Gus Brown and Midnight Brewster – als Shine
- 1985 The Sure Thing – als politieagent
- 1984 Ghostbusters – als verslaggever
- 1983 Going Berserk – als Wallace Jefferson
- 1983 The Other Woman – als ober
- 1983 Happy Endings – als toneel manager

### Televisieseries
Uitgezonderd eenmalige gastrollen.
- 1998 – 2001 The King of Queens – als Bill Gillard – 4 afl.
- 1988 Annie McGuire – als Earl – 4 afl.
- 1988 Favorite Son – als ?? – 3 afl.
- 1982 Cagney and Lacey – als Rasco – 2 afl.
- 1981 Hill Street Blues – als Ralph Prentiss – 2 afl.